# Toxik
Toxik es una banda estadounidense de thrash metal técnico originaria de Peekskill, Nueva York. Fundados en 1985 y disueltos en 1992, siendo una de las primeras bandas de metal extremo en firmar con la discográfica Roadrunner Records.
En febrero del año 2013 la banda anunció su regreso, se reformaron de nuevo empezando a trabajar en su tercer disco el cual lanzaron al año siguiente en forma de EP.

## Historia

### Formación inicial (1985–1987)
Toxik se formó en 1985 por Joshua Christian y Lee Erwin bajo el nombre "Toyko". La banda se vio obligada a cambiar su nombre debido a la amenaza de una acción legal de una banda que ya había registrado el nombre. En 1986, la banda grabó su primera Demo: Wasteland. En 2007, Displeased Records sacó la versión remasterizada de World Circus, al que añadió los cinco temas grabados en la Demo.

### World Circus (1987)
En 1987, Toxik firmó en Roadrunner Records (anteriormente llamado "Roadracer Productions" en el momento de la firma), donde debutó su primer álbum de larga duración, World Circus. World Circus mostró elementos de un thrash metal más técnico. Después de la gira el vocalista Mike Sanders dejó Toxik por razones desconocidas, para ser sustituido por Charles Sabin.

### Think This y disolución (1989–1992)
Después de la atención recibida por el lanzamiento de su álbum debut, Toxik lanzó su segundo álbum de larga duración al año siguiente con Roadrunner Records, titulado Think This. Después del lanzamiento del álbum, Toxik contrató al guitarrista John Donnelly para tocar con ellos mientras estaba de gira . El éxito que resultó de Think This, llevó a recorrer el álbum en los Estados Unidos y Europa con Roadrunner Records y la banda en conjunto con King Diamond. Después de años de gira, Toxik se disolvió en 1992.

### Reunión (2007–presente)
Actualmente se han reunido de nuevo y han empezado a presentarse en vivo de nuevo, incluso lanzando un DVD y con la posibilidad de un nuevo disco.
El 26 de abril de 2014, Toxik revela un nuevo trabajo en forma de Demo con tres canciones y pone una fecha de salida límite no mayor a finales de 2015. Finalmente, esta fecha fue alargada hasta 2017.

### Breaking Class
El 4 de agosto de 2017 fue presentado el disco "Breaking Class". Toxik inició una gira mundial para presentar el nuevo álbum.

## Discografía

### Discos de Estudio
- World Circus [Álbum] (1987/Roadrunner Records)
- Think This [Álbum] (1989/Roadrunner Records)
- In Humanity [EP] (2014/SubLevel Records)
- Breaking Class [EP] (2017/SubLevel Records)
- Kinetic Closure [Álbum] (2018/SubLevel Records)
- Dis Morta [Álbum] (2022/Massacre Records)

### Vivo
- Dynamo Open Air 1988 (2007, DVD, Roadrunner)
- Think Again (2010, DVD) Roadrunner

### Compilados
- This Is Toxik (2009, Roadrunner)

- Datos: Q1786798
- Multimedia: Toxik / Q1786798